# USS Earle (DD-635)
USS Earle (DD-635/DMS-42) là một tàu khu trục lớp Gleaves được Hải quân Hoa Kỳ chế tạo trong Chiến tranh Thế giới thứ hai. Nó đã tham gia suốt Thế Chiến II, cải biến thành một tàu quét mìn cao tốc với ký hiệu lườn DMS-42, sống sót qua cuộc xung đột, ngừng hoạt động năm 1947 và bị tháo dỡ năm 1970. Nó là chiếc tàu chiến duy nhất của Hải quân Hoa Kỳ được đặt theo tên Chuẩn đô đốc Ralph Earle (1874-1939), người tham gia cuộc Chiến tranh Tây Ban Nha-Hoa Kỳ và Chiến tranh Thế giới thứ nhất.

## Thiết kế và chế tạo
Earle được chế tạo tại Xưởng hải quân Boston. Nó được đặt lườn vào ngày 14 tháng 6 năm 1941; được hạ thủy vào ngày 10 tháng 12 năm 1941, và được đỡ đầu bởi bà John F. Hines, Jr., con gái Chuẩn đô đốc Earle. Con tàu được cho nhập biên chế cùng Hải quân Hoa Kỳ vào ngày 1 tháng 9 năm 1942 dưới quyền chỉ huy của Thiếu tá Hải quân H. W. Howe.

## Lịch sử hoạt động
Từ ngày 12 tháng 12 năm 1942 đến ngày 28 tháng 4 năm 1943, Earle hộ tống ba đoàn tàu vận tải chuyển binh lính tăng viện và hàng tiếp liệu sang Casablanca, Maroc. Trong chuyến đi đầu tiên, nó tiến hành hai cuộc tấn công ban đêm vào những tàu ngầm đối phương trên mặt biển. Khởi hành từ Norfolk, Virginia vào ngày 8 tháng 6, nó đi đến Oran vào ngày 22 tháng 6 để chuẩn bị cho Chiến dịch Husky, cuộc đổ bộ của lực lượng Đồng Minh lên Sicily, Ý. Nó đã bảo vệ cho khu vực vận chuyển ngoài khơi Scoglitti vào ngày 10 tháng 7; hai ngày sau, nó trinh sát một khu vực đổ bộ, rồi phục vụ hộ tống vận tải đi lại giữa các cảng Bắc Phi và Sicily cho đến ngày 11 tháng 8, khi nó lên đường quay trở về Hoa Kỳ, về đến New York vào ngày 22 tháng 8.
Từ ngày 6 tháng 12 năm 1943 đến ngày 1 tháng 5 năm 1944, Earle hộ tống các đoàn tàu vận tải đi lại giữa Boston, Massachusetts và New York với các cảng Anh Quốc, thực hiện bốn hành trình như vậy. Nó vượt đại dương đi đến Naples vào ngày 31 tháng 5, tiến hành các hoạt động hộ tống và huấn luyện tại khu vực Địa Trung Hải từ ngày 19 tháng 11 năm 1944 đến ngày 11 tháng 6 năm 1945.
Earle đi đến Norfolk vào ngày 20 tháng 6 để được cải biến thành một tàu khu trục quét mìn, và được xếp lại lớp với ký hiệu lườn mới DMS-42 vào ngày 23 tháng 6. Được lệnh đi sang khu vực Thái Bình Dương khi chiến tranh kết thúc, nó rời Norfolk vào ngày 27 tháng 8, ghé qua San Diego, California, Trân Châu Cảng và Eniwetok trước khi đi đến Okinawa vào ngày 15 tháng 10. Nó phục vụ tại Viễn Đông trong nhiệm vụ chiếm đóng cho đến ngày 18 tháng 3 năm 1946, quét mìn tại vùng biển ngoài khơi bán đảo Triều Tiên, và sau đó dẫn đầu một đội các tàu quét mìn Nhật Bản hoạt động tại chính vùng biển nhà của họ. Nó quay trở về San Francisco, California vào ngày 9 tháng 4; rồi được cho xuất biên chế để đưa về lực lượng dự bị vào ngày 17 tháng 5 năm 1947. Ký hiệu lườn của nó được xếp trở lại DD-635 như một tàu khu trục vào ngày 15 tháng 7 năm 1955.
Earle được cho rút khỏi danh sách Đăng bạ Hải quân vào ngày 1 tháng 12 năm 1969, và bị bán để tháo dỡ vào tháng 10 năm 1970.

## Phần thưởng
Earle được tặng thưởng hai Ngôi sao Chiến trận do thành tích phục vụ trong Thế Chiến II.